# Lieke Martens
Lieke Elisabeth Petronella Martens-van Leer –pronunciación en neerlandés: /ˈlikə ʔeːˈlisaːbɛt peːtroːˈnɛlaː ˈmɑrtəns/– (Nieuw-Bergen, Países Bajos; 16 de diciembre de 1992) es una futbolista neerlandesa. Juega como delantera en el Paris Saint-Germain de la Division 1 Féminine de Francia.
En el año 2017 se proclamó campeona de la Eurocopa Femenina 2017 con la Selección femenina de fútbol de los Países Bajos, contabilizando 3 goles y 2 asistencias en toda la competencia y siendo elegida como la mejor jugadora del torneo. Tras convertirse en campeona de Europa, fue nombrada Caballero de la Orden de Orange-Nassau. El 23 de octubre de 2017 fue galardonada como la mejor futbolista del año con el premio The Best FIFA Women's Player, de la FIFA. 2019 se proclamó subcampeona con los Países Bajos en el Mundial Femenino.

## Trayectoria

### Inicios
Lieke nació en Bergen al norte de la provincia de Limburgo comenzó a jugar al fútbol a los 5 años en el RKVV Montagnards. En 2005 se unió al Olympia '18 con solo 13 años. Tres años más tarde, participó en el proyecto de la Hogeschool van Amsterdam entre los años 2008 hasta el 2009 siendo su último paso antes de llegar a la profesionalidad.

### SC Heerenveen
Martens dio el paso a la Eredivisie a los dieciséis años, primero con el SC Heerenveen en 2009 y 2010, en el club anotó dos veces en dieciocho apariciones para el club. Martens continuó en los Países Bajos cuando se unió al VVV-Venlo, de la provincia de Limburgo, su ciudad natal. Martens anotó el primer gol en la Eredivisie ante el propio SC Heerenveen, a través de un penalti. Jugó 20 partidos con el club y anotó 9 veces.

### Standard Lieja
En 2011, Martens fue traspasada al Standard Liège de la Superliga Femenina de Bélgica. En su primer partido oficial con el Standard, anotó dos goles para ayudar a conseguir su primer título, la Supercopa BeNe. Al final de su primera temporada, ganó el título de liga 2011-12. De igual forma, realizó su debut en la Liga de Campeones Femenina de la UEFA, anotando en la eliminatoria de dieciseisavos de final frente al Brøndby IF. Su primer gol en la competición continental llegó en el partido de vuelta, donde convirtió un penal para poner al Estándar 4-3 arriba, sin embargo, cayeron finalmente por un 4-5 global.
Tras pasar un año en el Standard Liège, en marzo de 2012 se hizo oficial su fichaje por el MSV Duisburgo de la Bundesliga alemana. Desafortunadamente para Martens, su traspaso se retrasó debido a una confusión de trámites dentro de la Federación Alemana de Fútbol, por lo que no se le permitió jugar hasta julio de 2012.
En 2012 se unió al FCR 2001 Duisburg de la Bundesliga alemana.

### F. C. Rosengård
Tras pasar un par de años por el Kopparbergs/Göteborg FC de la Damallsvenskan sueca. En noviembre de 2015 se anunció que Martens había firmado un contrato de un año con el rival del Göteborg, F. C. Rosengård, campeón del campeonato de la liga sueca, firmando un contrato de un año.
En agosto de 2016, en la semifinal de la Svenska Cupen, marcó el gol de la victoria contra el Piteå IF para llegar a la final de la copa. Martens anotó en la final, donde Rosengård ganó el partido 3-1, de esta forma el equipo volvía a ganar el campeonato tras 30 años. Martens también ganó el Svenska Supercupen 2016 con el club, además de terminar como subcampeonas de la liga Damallsvenskan.

### F. C. Barcelona
El 12 de julio de 2017, se hace oficial el fichaje de Martens por el Fútbol Club Barcelona de la Primera División de España firmando un contrato por 2 temporadas. Juega su primer partido como azulgrana el 3 de septiembre en la victoria por 9-0 contra el Zaragoza C. F. F.. Consigue anotar su primer gol ante el Santa Teresa el 30 de septiembre, cuyo partido acabaría en goleada por 10-0. Durante la temporada Lieke demostró buenas participaciones que la hicieron parte importante del once inicial culé marando 11 goles en 29 partidos, este equipo conseguiría alzarse con la Copa de la Reina en junio de 2018 al imponerse en la final ante el Atlético de Madrid por 1-0 en la prórroga.
En su segunda temporada con el equipo Lieke siguió siendo una pieza clave en el equipo, anotando 11 goles en solo 11 encuentros junto con llegar a la final de la Liga de Campeones 2018-19 en la que caerían ante el Olympique de Lyon. A pesar de sus buenos números, Martens no tuvo regularidad en la campaña, teniendo varias ausencias de las convocatorias. Durante julio de 2020 renovaría su contrato por 2 temporadas más ligada a la entidad barcelonista, pero Martens se perdió gran parte de la primera mitad de la temporada 2019-20 debido a una lesión en un dedo del pie.
Sería hasta agosto de 2020 cuando Lieke superara de forma definitiva 2 años plagados de lesiones y complicaciones, sin embargo, había perdido la titularidad. A mediados de la temporada 2020-21, Lieke volvería a ser determinante en el paso de las semifinales de la Liga de Campeones de la UEFA, anotando dos goles ante el Paris Saint-Germain llevando a su equipo a la segunda final europea de su historia. En la final, el cuadro barcelonista golearía por 4-0 al Chelsea F. C. consiguiendo su primer título europeo de su historia con una gran actuación de Lieke quien daría una asistencia. Las azulgranas, cerrarían la temporada ganando el triplete de Liga, Copa de la Reina y Liga de Campeones; cerrando así la mejor temporada.

### Paris Saint Germain (2022-presente)
El 17 de junio de 2022, confirmó su llegada al conjunto parisino, con contrato hasta junio del 2025.

## Selección nacional

### Categorías inferiores
Lieke comenzó a participar con la Selección de Países Bajos desde una temprana edad, pasando por todas sus categorías inferiores sub-15, sub-16, sub-17 y sub-19.
Participó en el Campeonato Europeo Femenino Sub-19 de la UEFA de 2010 a disputar en Macedonia, siendo su primera competición continental con la selección holandesa sub-19. Martens jugó el primer partido de la fase de grupos frente a Francia, entrando desde el banquillo en el minuto 30. Tan solo 15 segundos después, anotó un gol de cabezazo para poner a las neerlandesas 2-0 arriba. En el siguiente partido contra Macedonia, realizó una asistencia y anotó dos goles, en la goleada por 19-0. Martens volvió a ser titular en su último partido del grupo ante España, donde volvió a marcar de cabeza en el minuto 39.
Los holandeses se enfrentaron a Inglaterra en las semifinales que acabó en empate por lo cual fue definido en penales, en donde las inglesas se impusieron quedándose con el pase a la final. Martens el torneo como la máxima goleadora, empatada a cuatro goles con alemana Turid Knaak. Además, la UEFA la incluyó entre los 10 mejores talentos emergentes del torneo.

### Absoluta
En agosto de 2011 jugó su primer partido con la selección absoluta de Países Bajos, en un partido amistoso contra China. Martens se convirtió en un titular habitual de la selección nacional alrededor de 2012.
En junio de 2013, el entrenador de la selección nacional Roger Reijners seleccionó a Martens para disputar la fase final de la Eurocopa Femenina de la UEFA 2013 que iba a disputarse en Suecia. Las holandesas participaron en el Grupo B junto a las selecciones de Alemania, Noruega e Islandia; quienes eventualmente acabarían como campeonas y semifinalistas del torneo. Martens jugó en todos los encuentros de la fase de grupos, fase en la cual serían eliminadas debido a un mal torneo del equipo que solo consiguió un punto en el empate ante Alemania que resultó sin goles.
En 2014, junto al equipo holandés acabó segundo en el Grupo 5 de las Clasificatorias para el Mundial de 2015, por lo que se clasificaron a los play-offs en el grupo de mejores segundos lugares, donde acabaron emparejadas contra Escocia. En el partido de ida de la semifinales de playoffs, Martens anotó en el primer tanto de la victoria 2-1 frente a las escocesas. Volvería a anotar en el partido de vuelta gracias a una asistencia de Daniëlle van de Donk, de esta forma la llave acabó con un marcador global de 4-1, enviando a las holandesas a la final contra Italia. Las holandesas vencieron a las italianas con un marcador global de 3-2, con Lieke realizando una asistencia de gol de la victoria 2-1 en el partido de vuelta, de esta forma el equipo de Países Bajos conseguía clasificarse a la Copa Mundial por primera vez en su historia.

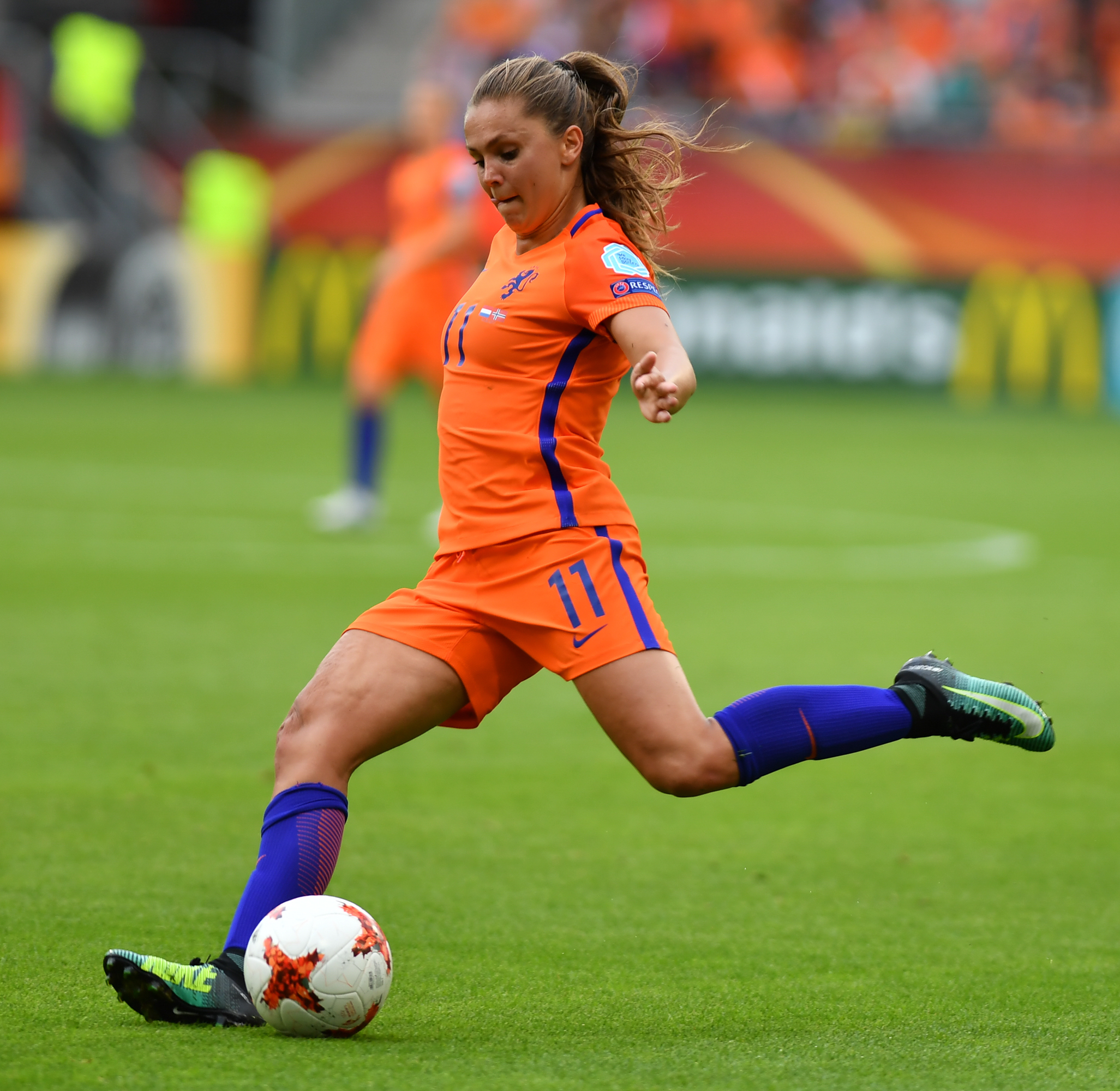
Martens con su selección nacional en 2014.

Martens fue nominada para participar de la competición mundialista, en donde, anotó el primer gol de Holanda en la Copa Mundial Femenina contra Nueva Zelanda, que acabaría en victoria de 'Las Leonas'. El gol, un disparo de larga distancia desde 30 metros, fue luego votado como el quinto mejor gol de la competición. Más adelante en la fase de grupos, las holandesas caerían ante China y empataron 1-1 ante Canadá, pero aun así consiguieron avanzar a los octavos de final entre los mejores terceros lugares. Finalmente, la selección de Países Bajos serían derrotadas por Japón en los octavos de final por 2-1, quienes resultaron subcampeonas de la competición.
En febrero de 2016, Martens fue incluida dentro del equipo de Holanda para la clasificación para los Juegos Olímpicos de 2016. Sin embargo, no pudo competir en el torneo, ya que fue descartada por una conmoción cerebral y tuvo que salir del campamento. La escuadra naranja no terminó clasificándose para el torneo, acabando segundo en la tabla de clasificación detrás de Suecia.
Lieke volvería a un torneo internacional con Holanda en la Eurocopa de la UEFA 2017, en donde actuaban como las anfitrionas. En su primer partido del torneo frente a Noruega, Martens realiza la asistencia para el gol de Shanice van de Sanden que permitiría la victoria naranja, cuya actuación le daría a Lieke su primer premio como MVP del encuentro. En el partido final de la fase de grupos, Holanda se enfrentó a Bélgica, donde Martens anotó el gol de la victoria en el minuto 74, resultando nuevamente en la MVP. Acabarían la fase inicial del campeonato como primeras del Grupo A con 3 victorias consecutivas.
En los cuartos de final enfrentarían a Suecia, subcampeona del Grupo B, y Martens abrió el marcador con un tiro libre bajo, y además, jugó un papel decisivo en el segundo tanto, que conseguiría la victoria por 2-0. En las semifinales contra Inglaterra, Martens jugó de titular y condujo a un gol en propia meta en el minuto 93. La victoria de Holanda por 3-0 las envió a su primera final de la Eurocopa en su historia, donde debían enfrentarse a Dinamarca. En la definición del torneo disputada en la ciudad de Enschede, Martens anotaría un doblete en la final siendo la figura de Las Leonas, el partido terminaría con las holandesas imponiéndose por 4-2. Su participación en el torneo, que incluyó 3 goles y  2 asistencias en seis partidos, llevó a Martens a ser incluida en el Equipo Ideal del torneo, junto con ganar la Bota de Bronce y ser la mejor jugadora del campeonato. Debido a su gran campeonato, posteriormente Lieke sería reconocida como la Premio UEFA a la Mejor Jugadora en Europa 2017.
Tras ganar la competición, el 27 de octubre de 2017 todas las jugadoras de la selección absoluta de Países Bajos fueron nombradas Caballeros de la Orden de Orange-Nassau por el primer ministro Mark Rutte y la ministra de deportes Edith Schippers.
A pesar de estar lesionada de un dedo del pie, Martens fue convocada para el Mundial 2019. El 7 de julio se convirtió en subcampeona del mundo.

### Goles
Los resultados muestran los goles de los Países Bajos primero.
| Goles con la selección de Países Bajos | Goles con la selección de Países Bajos | Goles con la selección de Países Bajos                    | Goles con la selección de Países Bajos | Goles con la selección de Países Bajos | Goles con la selección de Países Bajos | Goles con la selección de Países Bajos |
| N.º                                    | Fecha                                  | Lugar                                                     | Rival                                  | Gol                                    | Resultado                              | Competición                            |
| -------------------------------------- | -------------------------------------- | --------------------------------------------------------- | -------------------------------------- | -------------------------------------- | -------------------------------------- | -------------------------------------- |
| 1.                                     | 28 de febrero de 2012                  | GSZ Stadium, Larnaca, Chipre                              | Italia                                 | 2 - 1                                  | 2 - 1                                  | Copa de Chipre 2012                    |
| (2.)*                                  | 1 de junio de 2012                     | Woezik, Wijchen, Países Bajos                             | Corea del Norte                        | 1 - 1                                  | 4 - 1                                  | Amistoso                               |
| 2.                                     | 5 de junio de 2012                     | Golden Tulip Victoria, Hoenderloo, Países Bajos           | Corea del Norte                        | 2 - 0                                  | 2 - 0                                  | Amistoso                               |
| 3.                                     | 20 de junio de 2012                    | Stadion Srem Jakovo, Jakovo, Serbia                       | Serbia                                 | 3 - 0                                  | 4 - 0                                  | Clasificación para al Eurocopa 2013    |
| 4.                                     | 9 de febrero de 2013                   | Regenboogstadion, Waregem, Belgium                        | Bélgica                                | 2 - 1                                  | 3 - 2                                  | Amistoso                               |
| 5.                                     | 8 de marzo de 2013                     | GSZ Stadium, Larnaca, Chipre                              | Suiza                                  | 1 - 0                                  | 1 - 1                                  | Copa de Chipre 2013                    |
| 6.                                     | 29 de junio de 2013                    | Telstar Stadion, Velsen-Zuid, Países Bajos                | Australia                              | 1 - 0                                  | 3 - 1                                  | Amistoso                               |
| 7.                                     | 29 de junio de 2013                    | Telstar Stadion, Velsen-Zuid, Países Bajos                | Australia                              | 2 - 1                                  | 3 - 1                                  | Amistoso                               |
| 8.                                     | 26 de octubre de 2013                  | Estádio José de Carvalho, Maia, Portugal                  | Portugal                               | 4 - 0                                  | 7 - 0                                  | Clasificación para el Mundial 2015     |
| 9.                                     | 23 de noviembre de 2013                | Stadion Woudestein, Róterdam, Países Bajos                | Grecia                                 | 1 - 0                                  | 7 - 0                                  | Clasificación para el Mundial 2015     |
| 10.                                    | 23 de noviembre de 2013                | Stadion Woudestein, Róterdam, Países Bajos                | Grecia                                 | 5 - 0                                  | 7 - 0                                  | Clasificación para el Mundial 2015     |
| 11.                                    | 7 de marzo de 2014                     | GSZ Stadium, Larnaca, Chipre                              | Escocia                                | 2 - 3                                  | 3 - 4                                  | Copa de Chipre 2014                    |
| 12.                                    | 12 de marzo de 2014                    | GSZ Stadium, Larnaca, Chipre                              | Suiza                                  | 2 - 1                                  | 4 - 1                                  | Copa de Chipre 2014                    |
| 13.                                    | 12 de marzo de 2014                    | GSZ Stadium, Larnaca, Chipre                              | Suiza                                  | 3 - 1                                  | 4 - 1                                  | Copa de Chipre 2014                    |
| 14.                                    | 10 de abril de 2014                    | Stadion De Braak, Helmond, Países Bajos                   | Albania                                | 6 - 1                                  | 10 - 1                                 | Clasificación para el Mundial 2015     |
| 15.                                    | 10 de abril de 2014                    | Stadion De Braak, Helmond, Países Bajos                   | Albania                                | 8 - 1                                  | 10 - 1                                 | Clasificación para el Mundial 2015     |
| 16.                                    | 25 de octubre de 2014                  | Tynecastle Stadium, Edimburgo, Escocia                    | Escocia                                | 1 - 0                                  | 2 - 1                                  | Clasificación para el Mundial 2015     |
| 17.                                    | 30 de octubre de 2014                  | Sparta Stadion, Róterdam, Países Bajos                    | Escocia                                | 1 - 0                                  | 2 - 0                                  | Clasificación para el Mundial 2015     |
| 18.                                    | 7 de febrero de 2015                   | Polman Stadion, Almelo, Países Bajos                      | Tailandia                              | 4 - 0                                  | 7 - 0                                  | Amistoso                               |
| 19.                                    | 8 de abril de 2015                     | Strømmen Stadion, Strømmen, Noruega                       | Noruega                                | 1 - 1                                  | 3 - 2                                  | Amistoso                               |
| 20.                                    | 8 de abril de 2015                     | Strømmen Stadion, Strømmen, Noruega                       | Noruega                                | 3 - 2                                  | 3 - 2                                  | Amistoso                               |
| 21.                                    | 6 de junio de 2015                     | Commonwealth Stadium, Edmonton, Canadá                    | Nueva Zelanda                          | 1 - 0                                  | 1 - 0                                  | Mundial 2015                           |
| 22.                                    | 17 de septiembre de 2015               | De Vijverberg, Doetinchem, Países Bajos                   | Bielorrusia                            | 1 - 0                                  | 8 - 0                                  | Amistoso                               |
| 23.                                    | 17 de septiembre de 2015               | De Vijverberg, Doetinchem, Países Bajos                   | Bielorrusia                            | 8 - 0                                  | 8 - 0                                  | Amistoso                               |
| 24.                                    | 29 de noviembre de 2015                | Kras Stadion, Volendam, Países Bajos                      | Japón                                  | 1 - 0                                  | 3 - 1                                  | Amistoso                               |
| 25.                                    | 22 de enero de 2016                    | Limak Arcadia Atlantis Football Center, Belek, Turquía    | Dinamarca                              | 1 - 0                                  | 2 - 0                                  | Amistoso                               |
| 26.                                    | 8 de marzo de 2017                     | Estádio Algarve, Faro, Portugal                           | Japón                                  | 2 - 0                                  | 3 - 2                                  | Copa de Algarve 2017                   |
| 27.                                    | 7 de abril de 2017                     | Stadion Galgenwaard, Utrecht, Países Bajos                | Francia                                | 1 - 2                                  | 1 - 2                                  | Amistoso                               |
| 28.                                    | 11 de abril de 2017                    | Stadion De Vijverberg, Doetinchem, Países Bajos           | Islandia                               | 3 - 0                                  | 4 - 0                                  | Amistoso                               |
| 29.                                    | 13 de junio de 2017                    | De Adelaarshorst, Deventer, Países Bajos                  | Austria                                | 3 - 0                                  | 3 - 0                                  | Amistoso                               |
| 30.                                    | 8 de julio de 2017                     | Sparta-Stadion Het Kasteel, Róterdam, Países Bajos        | Gales                                  | 1 - 0                                  | 5 - 0                                  | Amistoso                               |
| 31.                                    | 24 de julio de 2017                    | Koning Willem II Stadion, Tilburg, Países Bajos           | Bélgica                                | 2 - 1                                  | 2 - 1                                  | Eurocopa 2017                          |
| 32.                                    | 29 de julio de 2017                    | De Vijverberg, Doetinchem, Países Bajos                   | Suecia                                 | 1 - 0                                  | 2 - 0                                  | Eurocopa 2017                          |
| 33.                                    | 6 de agosto de 2017                    | De Grolsch Veste, Enschede, Países Bajos                  | Dinamarca                              | 2 - 1                                  | 4 - 2                                  | Eurocopa 2017                          |
| 34.                                    | 28 de febrero de 2018                  | Bela Vista Municipal Stadium, Parchal, Portugal           | Japón                                  | 1 - 0                                  | 6 - 2                                  | Copa de Algarve 2018                   |
| 35.                                    | 28 de febrero de 2018                  | Bela Vista Municipal Stadium, Parchal, Portugal           | Japón                                  | 6 - 1                                  | 6 - 2                                  | Copa de Algarve 2018                   |
| 36.                                    | 3 de marzo de 2018                     | VRS António Complex, Vila Real de Santo António, Portugal | Dinamarca                              | 2 - 2                                  | 3 - 2                                  | Copa de Algarve 2018                   |
| 37.                                    | 6 de abril de 2018                     | Philips Stadion, Eindhoven, Países Bajos                  | Irlanda del Norte                      | 1 - 0                                  | 7 - 0                                  | Clasificación para el Mundial 2019     |
| 38.                                    | 6 de abril de 2018                     | Philips Stadion, Eindhoven, Países Bajos                  | Irlanda del Norte                      | 2 - 0                                  | 7 - 0                                  | Clasificación para el Mundial 2019     |
| 39.                                    | 12 de junio de 2018                    | Abe Lenstra Stadion, Heerenveen, Países Bajos             | Eslovaquia                             | 1 - 0                                  | 1 - 0                                  | Clasificación para el Mundial 2019     |
| 40.                                    | 9 de noviembre de 2018                 | Stadion Galgenwaard, Utrecht, Países Bajos                | Suiza                                  | 2 - 0                                  | 3 - 0                                  | Clasificación para el Mundial 2019     |
| 41.                                    | 5 de abril de 2019                     | GelreDome, Arnhem, Países Bajos                           | México                                 | 2 - 0                                  | 2 - 0                                  | Amistoso                               |
| 42.                                    | 9 de abril de 2019                     | AFAS Stadion, Alkmaar, Países Bajos                       | Chile                                  | 2 - 0                                  | 7 - 0                                  | Amistoso                               |
| 43.                                    | 25 de junio de 2019                    | Roazhon Park, Rennes, Francia                             | Japón                                  | 1 - 0                                  | 2 - 1                                  | Mundial 2019                           |
| 44.                                    | 25 de junio de 2019                    | Roazhon Park, Rennes, Francia                             | Japón                                  | 2 - 1                                  | 2 - 1                                  | Mundial 2019                           |
| 45.                                    | 10 de marzo de 2020                    | Estadio de Hainaut, Valenciennes, Francia                 | Francia                                | 3 - 2                                  | 3 - 3                                  | Torneo de Francia 2020                 |
| 46.                                    | 27 de octubre de 2020                  | Stadiumi Fadil Vokrri, Pristina, Kosovo                   | Kosovo                                 | 3 - 0                                  | 6 - 0                                  | Clasificación para la Eurocopa 2022    |
| 47.                                    | 1 de diciembre de 2020                 | Rat Verlegh Stadion, Breda, Países Bajos                  | Kosovo                                 | 3 - 0                                  | 6 - 0                                  | Clasificación para la Eurocopa 2022    |
| 48.                                    | 18 de febrero de 2021                  | King Baudouin Stadium, Bruselas, Bélgica                  | Bélgica                                | 4 - 1                                  | 6 - 1                                  | Amistoso                               |
| 49.                                    | 13 de abril de 2021                    | Stadion de Goffert, Nimega, Países Bajos                  | Australia                              | 2 - 0                                  | 5 - 0                                  | Amistoso                               |
| 50.                                    | 21 de julio de 2021                    | Estadio de Miyagi, Rifu, Japón                            | Zambia                                 | 2 - 0                                  | 10 - 3                                 | JJOO 2020                              |
| 51.                                    | 21 de julio de 2021                    | Estadio de Miyagi, Rifu, Japón                            | Zambia                                 | 5 - 1                                  | 10 - 3                                 | JJOO 2020                              |

* Nota: Partido no considerado oficial.

## Estadísticas

### Clubes
Actualizado al último partido disputado el 29 de mayo de 2022.
| Club                         | Temporada           | Liga                | Liga  | Liga  | Copa  | Copa  | Continental | Continental | Total | Total |
| Club                         | Temporada           | Div.                | Part. | Goles | Part. | Goles | Part.       | Goles       | Part. | Goles |
| ---------------------------- | ------------------- | ------------------- | ----- | ----- | ----- | ----- | ----------- | ----------- | ----- | ----- |
| SC Heerenveen · Países Bajos | 2009-10             | 1ª                  | 18    | 2     | -     | -     | -           | -           | 18    | 2     |
| SC Heerenveen · Países Bajos | Total               | Total               | 18    | 2     | -     | -     | -           | -           | 18    | 2     |
| VVV-Venlo · Países Bajos     | 2010-11             | 1ª                  | 20    | 9     | -     | -     | -           | -           | 20    | 9     |
| VVV-Venlo · Países Bajos     | Total               | Total               | 20    | 9     | -     | -     | -           | -           | 20    | 9     |
| Standard Lieja · Bélgica     | 2011-12             | 1ª                  | 25    | 17    | -     | -     | 2           | 1           | 27    | 18    |
| Standard Lieja · Bélgica     | Total               | Total               | 25    | 17    | -     | -     | 2           | 1           | 27    | 18    |
| MSV Duisburgo · Alemania     | 2011-12             | 1ª                  | -     | -     | 1     | 0     | -           | -           | 1     | 0     |
| MSV Duisburgo · Alemania     | 2012-13             | 1ª                  | 20    | 5     | 2     | 1     | -           | -           | 22    | 6     |
| MSV Duisburgo · Alemania     | 2013-14             | 1ª                  | 10    | 2     | 2     | 3     | -           | -           | 12    | 5     |
| MSV Duisburgo · Alemania     | Total               | Total               | 30    | 7     | 5     | 4     | -           | -           | 35    | 11    |
| Göteborg F. C. · Suecia      | 2014                | 1ª                  | 19    | 7     | 1     | 0     | -           | -           | 20    | 7     |
| Göteborg F. C. · Suecia      | 2015                | 1ª                  | 18    | 5     | 1     | 0     | -           | -           | 19    | 5     |
| Göteborg F. C. · Suecia      | Total               | Total               | 37    | 12    | 2     | 0     | -           | -           | 39    | 12    |
| F. C. Rosengård · Suecia     | 2016                | 1ª                  | 18    | 12    | 5     | 3     | 2           | 0           | 25    | 15    |
| F. C. Rosengård · Suecia     | 2017                | 1ª                  | 11    | 8     | 3     | 2     | 5           | 0           | 19    | 10    |
| F. C. Rosengård · Suecia     | Total               | Total               | 29    | 20    | 8     | 5     | 7           | 0           | 44    | 25    |
| F. C. Barcelona · España     | 2017-18             | 1ª                  | 29    | 11    | 4     | 1     | 5           | 2           | 38    | 14    |
| F. C. Barcelona · España     | 2018-19             | 1ª                  | 23    | 11    | 2     | 1     | 6           | 2           | 31    | 14    |
| F. C. Barcelona · España     | 2019-20             | 1ª                  | 12    | 1     | 5     | 1     | 2           | 0           | 19    | 2     |
| F. C. Barcelona · España     | 2020-21             | 1ª                  | 25    | 15    | 3     | 0     | 8           | 5           | 36    | 20    |
| F. C. Barcelona · España     | 2021-22             | 1ª                  | 21    | 17    | 5     | 4     | 6           | 2           | 32    | 23    |
| F. C. Barcelona · España     | Total               | Total               | 110   | 55    | 19    | 7     | 27          | 11          | 156   | 73    |
| Total en su carrera          | Total en su carrera | Total en su carrera | 269   | 122   | 34    | 16    | 36          | 12          | 339   | 150   |

## Palmarés

### Campeonatos nacionales
| Título               | Equipo                    | Año  |
| -------------------- | ------------------------- | ---- |
| Supercopa BeNe       | Standard de Lieja         | 2011 |
| Superliga de Bélgica | Standard de Lieja         | 2012 |
| Copa de Suecia       | F. C. Rosengård           | 2016 |
| Supercopa de Suecia  | F. C. Rosengård           | 2016 |
| Copa de la Reina     | F. C. Barcelona           | 2018 |
| Supercopa de España  | F. C. Barcelona           | 2020 |
| Liga Española        | F. C. Barcelona           | 2020 |
| Copa de la Reina     | F. C. Barcelona           | 2020 |
| Liga Española        | F. C. Barcelona           | 2021 |
| Copa de la Reina     | F. C. Barcelona           | 2021 |
| Supercopa de España  | F. C. Barcelona           | 2022 |
| Liga Española        | F. C. Barcelona           | 2022 |
| Copa de la Reina     | F. C. Barcelona           | 2022 |
| Copa de Francia      | Paris Saint-Germain F. C. | 2024 |

### Campeonatos internacionales
| Título            | Equipo          | Año  |
| ----------------- | --------------- | ---- |
| Eurocopa          | Países Bajos    | 2017 |
| Liga de Campeones | F. C. Barcelona | 2021 |

### Campeonatos regionales
| Título        | Equipo          | Año  |
| ------------- | --------------- | ---- |
| Copa Cataluña | F. C. Barcelona | 2017 |
| Copa Cataluña | F. C. Barcelona | 2018 |
| Copa Cataluña | F. C. Barcelona | 2019 |

### Distinciones individuales
| Distinción                               | Año  |
| ---------------------------------------- | ---- |
| Mejor Jugadora de la Eurocopa            | 2017 |
| Bota de bronce en la Eurocopa            | 2017 |
| Incluida en el Once Ideal de la Eurocopa | 2017 |
| Mejor Jugadora en Europa de la UEFA      | 2017 |
| Premio The Best Femenino de la FIFA      | 2017 |
| Incluida en el FIFAPro World XI          | 2017 |